# 动作游戏

## 系列作品
| 2001 | 鬼武者              |
| 2002 | 鬼武者2             |
| 2003 | 惡魔獵人2           |
| 2003 | 混沌军势            |
| 2004 | 鬼武者3             |
| 2004 | 忍者外傳            |
| 2005 | 惡魔獵人3           |
| 2005 | 戰神                |
| 2006 | 新鬼武者 梦之曙光   |
| 2007 | 戰神II              |
| 2008 | 惡魔獵人4           |
| 2008 | 忍者外傳2           |
| 2009 | 魔兵驚天錄          |
| 2010 | 但丁地狱            |
| 2010 | 戰神III             |
| 2010 | 惡魔城 闇影主宰     |
| 2011 |                     |
| 2012 | 忍者外傳3           |
| 2013 | DmC：惡魔獵人       |
| 2013 | 潛龍諜影崛起 再復仇 |
| 2013 | 戰神：崛起          |
| 2014 | 惡魔城 闇影主宰2    |
| 2014 | 魔兵驚天錄2         |
| 2015 |                     |
| 2016 |                     |
| 2017 |                     |
| 2018 |                     |
| 2019 | 惡魔獵人5           |
| 2020 |                     |
| 2021 |                     |
| 2022 | 魔兵驚天錄3         |
| 2023 |                     |
| 2024 |                     |
| 2025 | 忍者外傳4           |

動作遊戲（英語：Action Game，簡稱ACT）是電子遊戲類型的一種，它強調玩家的反應能力和手眼的配合。动作游戏的剧情一般比较简单，主要是通过熟悉操作技巧就可以进行游戏。这类游戏一般比较有刺激性，情节紧张，声光效果丰富。世界著名的動作遊戲系列有戰神系列、忍者外傳系列、惡魔獵人系列、魔兵驚天錄系列。

## 概述
動作遊戲是最早出現及最常見的遊戲類型之一，動作遊戲一般有關卡設計。提供玩家訓練手眼協調及反應能力的環境，玩家必須操控遊戲角色，根據周遭環境的變化，做出反應動作，例如移動、跳躍、攻擊等，並達到遊戲設定的目標。動作遊戲重點在於整體流暢性和刺激性，隨著遊戲硬體升級而持續進步，玩法和內容漸漸複雜並豐富。  
廣義來說，一切有動作要素的即時交互性遊戲皆屬於動作遊戲。例如射击游戏、體育遊戲；狹義則是以肢體打鬥和冷兵器作為主要戰鬥方式的闖關類遊戲。動作遊戲依照畫面可分為橫版過關、2D和3D。由於早期的遊戲平台只能支持低位成像處理，不能做太複雜的運算。當時的動作遊戲較為簡單，不需要花費玩家太心思和遊戲時間，例如《小蜜蜂》。而任天堂公司在紅白機推出的《馬里奧系列》是深受許多玩家喜愛的動作遊戲。其流暢的動作操作和關卡設計讓此遊戲成為紅白機遊戲的代表，許多玩家對動作遊戲的認識也源自此系列遊戲。之後，亦有許多著名的動作遊戲問世。

## 分類
動作遊戲在長期發展下，融入了其他遊戲類型的要素，演變成各類形式。依遊戲方式可分為傳統動作遊戲、動作冒險遊戲、格鬥遊戲、動作射擊遊戲、動作角色扮演遊戲、音樂動作遊戲。
- 射击游戏：動作遊戲融合射擊的要素[1]，射擊遊戲主要利用2D平面或3D立體畫面呈現，玩家必須操控角色，並輸入射擊指令來消滅敵人。[2]
  - 第一人称射击游戏：限定玩家使用第一人稱視角的遊戲畫面。這種遊戲使用3D的立體成像技術和豐富的音效，令玩家對遊戲的設置感到逼真。[2]
  - 第三人称射击游戏：玩家以第三者的角度觀察主角與場景，能更清楚觀察整體地形及角色背面。[2]
- 格斗游戏：格鬥遊戲為玩家操控兩個角色或兩個陣營互鬥，運用各種格鬥技能在畫面對戰的遊戲。格鬥遊戲強調角色細節及招式設定。[1]格鬥遊戲是由單純的動作遊戲發展而來。[2]
- 平台游戏
- 动作冒险游戏
- 动作角色扮演游戏
- 生存遊戲
- 清版動作遊戲：即帶狀捲軸過關型動作遊戲。在這種遊戲中，一個或多個玩家（通常是兩個，但有些遊戲甚至可以允許六個玩家同時參與）控制自己選定的角色，組成隊伍，以不同的招式去和電腦控制的敵人戰鬥，攻克一個個關卡。戰鬥的舞台就像是一個滾動的卷軸，通常到了關底就會出現一個強大的敵人──頭目。早期的遊戲（如：成龙踢馆）只允許角色在直線上運動和跳躍，而目前的大多數卷軸式格鬥遊戲中，玩家不僅能夠左右移動，还能夠作靠近和遠離螢幕的運動。1986年Technōs Japan公司製作街機遊戲（熱血硬派）採用八方向捲軸移動過關模式，1987年同一家公司推出的《雙截龍》在市場上取得了巨大的成功，當時幾乎所有主機平台都看得到移植作品，為同類型遊戲留下深遠的影響。許多廠商在20世紀80年代中后期至90年代中期相繼製作了一批很流行的街機遊戲，其中最值得一提的当属CAPCOM在CPS-1基板上的五大名作《快打旋风》、《吞食天地II 赤壁之戰》、《圆桌骑士》、《恐龙新世纪》和。但在這之後，这一遊戲类型受到動作游戏的衝擊而逐漸沒落。
- 砍殺游戏
- 對戰型動作遊戲：在這種遊戲中，戰鬥在兩個角色之間展開（當然也有允許4个角色同時參與的亂鬥型格鬥遊戲存在），以在時間限制内尽可能地削減對手的体力为目標，以将對手体力耗尽、在時間結束时自己体力比對手多或將對手擊出擂台等作為勝利。登場的角色可以是徒手搏鬥，也可以配備近身攻擊武器（劍、棍棒、鎖鏈棍等等）。在這樣的遊戲中，雙方玩家是敵對而不是合作的關係。對打式格鬥遊戲也是电子竞技中最热门的遊戲種類之一，日本每年舉辦的电子格斗大赛“鬥剧”就是一个很好的例子。

## 排名
IGN发布了有史以来最好的十款动作游戏，榜单几乎被戰神、忍者外傳、惡魔獵人、魔兵驚天錄四大ACT系列游戏包揽。
| 排名 | 游戏                    | 制作人          | 登录平台                                              | PC版本 |
| ---- | ----------------------- | --------------- | ----------------------------------------------------- | ------ |
| 1    | 《战神IV》              | 科里·巴羅格     | PlayStation 4、Windows                                | 登录   |
| 2    | 《忍者外傳：黑之章》    | 板垣伴信        | XBOX                                                  | 未登录 |
| 3    | 《惡魔獵人5》           | 伊津野英昭      | PlayStation 4、XBOX One、Windows                      | 登录   |
| 4    | 《惡魔獵人3》           | 伊津野英昭      | PlayStation 2、Windows                                | 登录   |
| 5    | 《潛龍諜影崛起 再復仇》 | 小岛秀夫        | PlayStation 3、XBox 360、Windows                      | 登录   |
| 6    | 《魔兵驚天錄2》         | 神谷英树        | Wii U、任天堂Switch                                   | 未登录 |
| 7    | 《魔兵驚天錄》          | 神谷英树        | PlayStation 3、XBox 360、Wii U、任天堂Switch、Windows | 登录   |
| 8    | 《战神III》             | 史狄克·艾斯穆森 | PlayStation 3                                         | 未登录 |
| 9    | 《絕對征服》            | 三上真司        | PlayStation 3、XBox 360、Windows                      | 登录   |
| 10   | 《忍者外傳2》           | 板垣伴信        | XBOX360                                               | 未登录 |